# Jung Ji-youn
Jung Ji-youn (ur. 28 czerwca 1980) – południowokoreańska siatkarka, reprezentantka kraju, grająca jako rozgrywająca. Obecnie występuje w drużynie Yangsan City.